# More Than a Lover
More Than a Lover è un singolo della cantante gallese Bonnie Tyler, pubblicato nel 1976 ed estratto dall'album The World Starts Tonight.
Il brano è stato scritto da Ronnie Scott e Steve Wolfe.

## Tracce
- 7"

1. More Than a Lover – 4:25
2. Love Tangle – 3:15